# 豊英秋
豊 英秋（ぶんの ひであき、1944年3月27日 - ）は、日本の雅楽師、元宮内庁式部職楽部首席楽長、十二音会主宰、日本芸術院会員。東京都出身。

## 略歴
1944年3月27日東京都に生まれる。1965年宮内庁式部職楽部楽師任官。2009年退官、日本芸術院賞受賞。2020年日本芸術院会員に選出。